# Homalogonia
Homalogonia (лат.) — род полужесткокрылых (подотряда клопов) из семейства настоящих щитников.

## Описание
Боковые углы переднеспинки небольшие, не загнутые вверх. Основание брюшка с двумя бугорками. Яйца эллиптические. Паразитами клопов Homalogonia confusa на юге Дальнего востока являются тахины Gymnosoma rotundata и Eliozeta helluo. Вид Homalogonia obtusa является вредителем софоры, глициния и пуэрарии.

## Систематика
В составе рода семь видов:
- Homalogonia chinensis Lin & Zhang, 1992
- Homalogonia confusa Kerzhner, 1972
- Homalogonia crocemaculata F.Y. Chen, 1983
- Homalogonia grisea Josifov et Kerzhner, 1978
- Homalogonia obtusa (Walker, 1868)
- Homalogonia pinicola  Lin & Zhang, 1992
- Homalogonia sordida  L. Y. Zheng, 1994

## Распространение
Представители рода встречаются в Китае, Японии, Корее, юге российского Дальнего Востока.